# 蓬蒂尼亚
蓬蒂尼亚（義大利語：Pontinia），是意大利拉蒂纳省的一个市镇。总面积112.24平方公里，人口14101人，人口密度125.6人/平方公里（2009年）。ISTAT代码为059017。